# St. Alexander (Bawinkel)

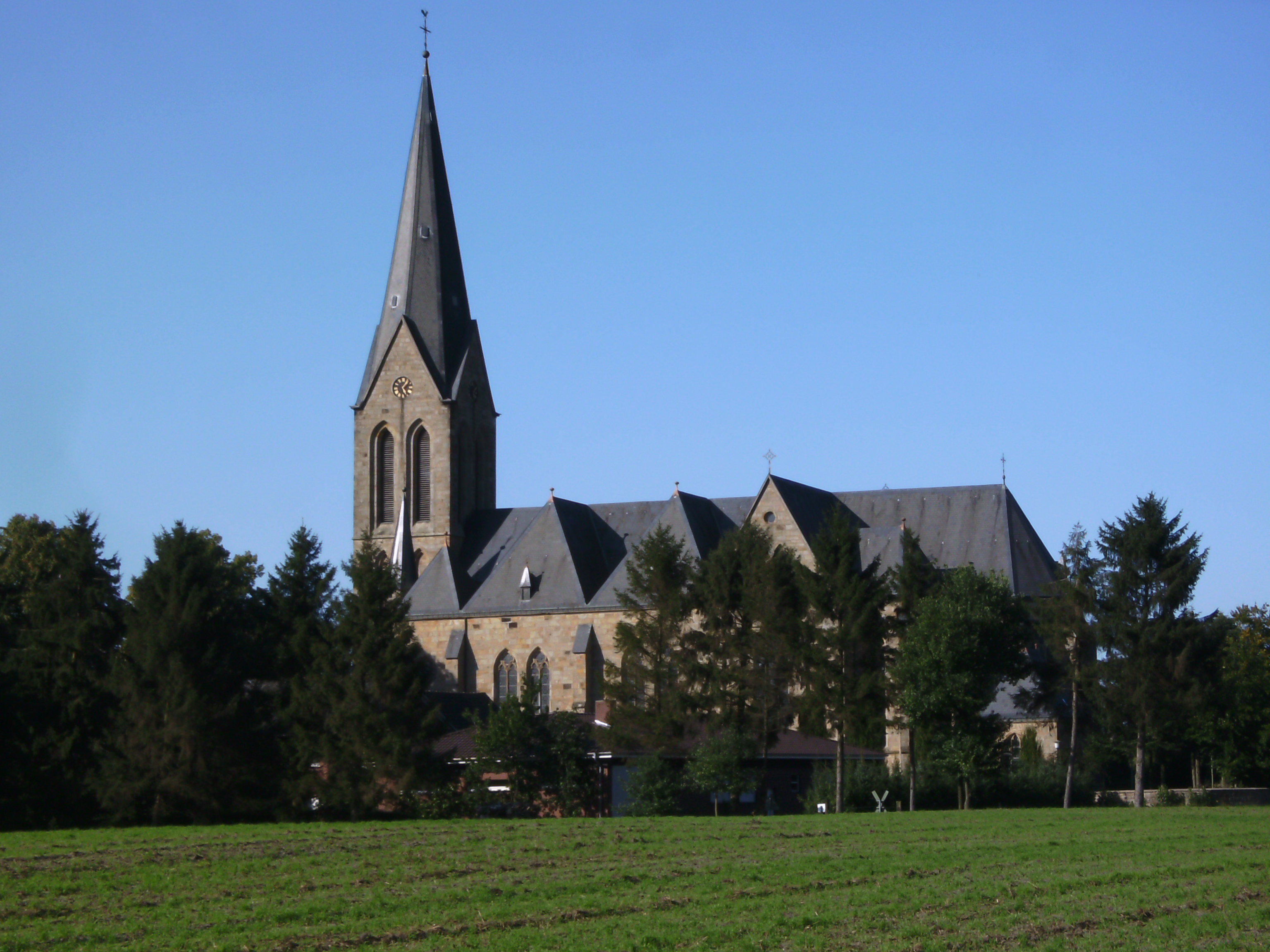
St. Alexander in Bawinkel

Die St.-Alexander-Kirche ist ein römisch-katholisches Kirchengebäude in Bawinkel, einer zwischen Haselünne und Lingen gelegenen Gemeinde im Landkreis Emsland in Niedersachsen. Die Kirche gehört zum Dekanat Emsland-Süd des Bistums Osnabrück und ist seit 2010 Teil der Katholischen Pfarreiengemeinschaft Lengerich-Bawinkel. Zu dieser Pfarreiengemeinschaft gehören neben St. Alexander Bawinkel und St. Benedikt Lengerich Herz Jesu Gersten, St. Matthias Langen, Herz Jesu Handrup und St. Antonius und St. Gerhard Majella Wettrup.

## Geschichte
Wahrscheinlich gab es in Bawinkel eine erste Kapelle im 9. Jh., als die Gebeine des hl. Alexander von Rom nach Wildeshausen überführt wurden. Es wird angenommen, dass eine Kirche um 1325 in Bawinkel vorhanden war, weil damals der Priester Albertus dort amtierte. Um 1770 entstand eine neue Kirche aufgrund amtlicher Vorschriften als Fachwerkwohnhaus ohne Turm und ohne Pfarrhaus. 1789 erhielt die Kirche einen Dachreiter. 1826/27 wurde sie vergrößert und erhielt einen massiven Turm.
Die heutige St.-Alexander-Kirche an der Bundesstraße 213 wurde in den Jahren von 1904 bis 1906 nach Plänen des niederländischen Architekten Alfred Tepe errichtet. Ab dem Jahr 1982 wurde die Kirche umfassend renoviert.

## Gebäude und Ausstattung
Die geostete Sandsteinkirche ist als Hallenkirche im neugotischen Stil errichtet. Das Langhaus hat zwei Joche mit Bündelpfeilern. Die Kirche hat drei gleich hohe Schiffe und ein gering ausladendes Querschiff. An der Westfassade ragt ein 64 m hoher quadratischer Turm mit einem achteckigen Helm empor. Die Kirche ist über 55 m lang, im Querschiff 21,50 m breit und bis zu 14,80 m hoch.
Das Mittelschiff hat reich verzierte Sterngewölbe, die Seitenschiffe und Seitenkapellen haben Kreuzrippen- und Strahlengewölbe.
Über dem Langhaus befinden sich zusätzlich zum Satteldach zwei quergerichtete Walmdächer. Über dem Querschiff ist ein Satteldach mit seitlichen Giebeln gebaut. Über dem Chor enden drei Satteldächer mit gegeneinander geneigten Dachflächen.
Beim Betreten des Gotteshauses fällt der Blick auf den Hochaltar und das 4,60 m hohe Triumphkreuz. Den dreiflügeligen Wandelaltar mit dem erhöhten Christus und dem Tabernakel in der Mitte schuf 1911 der Bildhauer Lucas Memken aus Osnabrück. Die Altargemälde stammen aus der Malerwerkstatt Repke in Wiedenbrück. Sie zeigen Szenen aus dem Leben Jesu sowie dem hl. Alexander und dem hl. Karl Borromäus. Der neue Zelebrationsaltar wurde aus der alten Kommunionbank gefertigt. Taufbecken, Ambo, Chorgestühl und Ewiglicht-Ampel ergänzen den Chorraum.
Die Chorraumfenster mit Darstellungen der Heiligen Dreifaltigkeit, des hl. Augustinus, der Begegnung Jesu mit der Sünderin und des hl. Bernhard von Clairvaux beeindrucken durch ihre Farbgestaltung.
Im linken Seitenschiff befindet sich ein Marienaltar, im rechten ein Josefsaltar.
Die nicht mehr genutzte holzgeschnitzte Kanzel im linken Mittelschiff hat einen kunstvoll gestalteten Schalldeckel und zeigt Darstellungen der vier Evangelisten.
Die Kirchenwände und das Gewölbe wurden 1923 von der Malerwerkstatt Goldkuhle aus Wiedenbrück und dem Kirchenmaler Achelwilm aus Lingen ausgemalt. Diese Dekorationsmalerei wurde erst 1987 wieder freigelegt.
Im Kirchenschiff sind an den Wänden die Vollplastiken des hl. Ignatius von Loyola und der hl. Helena zu sehen. Außerdem gibt es Gebetsnischen mit der Darstellung Marias, der Mutter von der Immerwährenden Hilfe und eine Pietà. An beiden Stellen können Kerzen angezündet werden.
In der Marienkapelle und der Josefskapelle sind in den Fenstern weitere Heiligendarstellungen zu finden. Das dreibahnige Marienfenster im linken Querschiff zeigt die Aufnahme Mariens in den Himmel, das Josefsfenster gegenüber den Heimgang des hl. Josef.
Die zweibahnigen Fenster im Kirchenschiff zeigen die acht Seligpreisungen und in den Rosetten Darstellungen Heiliger. In der ehemaligen Taufkapelle über dem alten Taufbrunnen im nördlichen Seiteneingang sind Fenster mit dem Sündenfall und der Vertreibung aus dem Paradies zu sehen, ferner Jesus, der gute Hirte und die Taufe Jesu im Jordan. Dort befindet sich auch eine Gedenkstätte der Gefallenen und Vermissten der beiden Weltkriege.
Die Vollplastik des hl. Alexander im Südportal stammt aus früherer Zeit. Neben der Statue hängt eine gerahmte Holztafel mit den Namen der Pfarrer seit dem 14. Jh. Im Turmfenster hinter der Orgel sind König David mit der Harfe und die hl. Cäcilia wiedergegeben.
Über dem Hauptportal ist der jugendliche Kirchenpatron St. Alexander in einem bleiverglasten Fenster dargestellt.
Die dekorativ gestalteten Fußböden im Chorraum und in den Schiffen befinden sich im Originalzustand.
Die Beichtstühle und der Kreuzweg sind an den Wänden der Seitenschiffe untergebracht.
Auf der Empore befindet sich die 1912 von der Firma Rudolf Haupt aus Osnabrück gebaute Orgel. Sie wurde 1978 von der Firma Vierdag in Enschede restauriert und umgebaut. Das Instrument hat 28 Register, zwei Manuale, Pedal mit mechanischer Spiel- und Registerstruktur.
Im Kirchturm sind außer der weithin sichtbaren Uhr an allen vier Seiten vier Glocken untergebracht. Die Glocke f’ aus dem Jahr 1682 ist die älteste Glocke. Die Glocke g’ aus dem Jahr 1953 hat ein Gewicht von 670 kg, die Glocke a’ stammt aus dem Jahr 1921, die Glocke c’’ aus dem Jahr 1953 hat ein Gewicht von 260 kg.
Auf dem Kirchenvorplatz waren im Jahr 2006 Gedenkstelen zum Jahrhundertjubiläum aufgestellt.